# Adolphus Hubbard
Adolphus Frederick Hubbard (* um 1785 im Warren County, Kentucky; † 27. August 1832 in Quincy, Illinois) war ein US-amerikanischer Politiker. Zwischen 1822 und 1826 war er Vizegouverneur des Bundesstaates Illinois.

## Werdegang
Hubbard stammte aus Kentucky und wanderte früh nach Illinois aus, wo er in Shawneetown im Gallatin County lebte und als Rechtsanwalt arbeitete. Im Jahr 1818 war er als Mitglied der Demokratisch-Republikanischen Partei Delegierter auf der verfassungsgebenden Versammlung des zukünftigen Staates Illinois. Bei den Präsidentschaftswahlen des Jahres 1820 war er einer der Wahlmänner, die James Monroe offiziell in seine zweite Amtszeit als Präsident der Vereinigten Staaten wiederwählten.
1822 wurde Hubbard an der Seite von Edward Coles zum Vizegouverneur von Illinois gewählt. Dieses Amt bekleidete er zwischen dem 5. Dezember 1822 und dem 6. Dezember 1826. Dabei war er Stellvertreter des Gouverneurs. Nachdem er für einige Zeit den Gouverneur vertreten hatte, beanspruchte er dessen Amt für sich. Dieses Verfahren wurde von einem Gericht als illegal eingestuft und Hubbard blieb weiterhin Vizegouverneur. Im Jahr 1826 kandidierte er erfolglos als Gouverneur.